# Carsten Carstensen
Carsten Carstensen (* 3. April 1962 in Prisser) ist ein deutscher Mathematiker und Hochschullehrer.

## Leben und Wirken
Carstensen legte 1981 in Winsen an der Luhe sein Abitur ab und diente anschließend als Reserveoffizier bei der Bundeswehr. Ab 1983 studierte er Mathematik und Ingenieurwesen an der Universität Hannover. Nach seinem Diplom-Abschluss in Mathematik wurde er 1989 zum Dr. rer. nat. promoviert. Sein Diplom als Ingenieur erhielt er 1992. Im Jahr 1993 erfolgte seine Habilitation. Nach einer Zeit als wissenschaftlicher Mitarbeiter an der Heriot-Watt University in Edinburgh (1993–1995) lehrte er als außerordentlicher Professor an der Technischen Hochschule Darmstadt (1995–1996) und dann als Professor an der Universität Kiel (1996–2001) und an der Technischen Universität Wien (2001–2003).
Längere Forschungsaufenthalte führten ihn in der Zeit von 2000 bis 2003 ans Mathematical Sciences Research Institute (MSRI) der University of California (Berkeley), ans Max-Planck-Institut für Mathematik in den Naturwissenschaften und ans Isaac Newton Institute.
Seit Ende 2003 ist Carstensen Professor am Institut für Mathematik der Humboldt-Universität zu Berlin. Von 2010 bis 2014 war er geschäftsführender Direktor des Center of Computational Sciences Adlershof (CCSA) der Humboldt-Universität. Von 2009 bis 2014 hatte er außerdem eine Professur an der Yonsei University in Südkorea inne.
Carstensen wirkte zudem als Vorstandsrat der Gesellschaft für Angewandte Mathematik und Mechanik (GAMM) und als Vertrauensdozent der Studienstiftung des deutschen Volkes.

## Wissenschaftliche Schwerpunkte
Carstensens wissenschaftliche Schwerpunkte liegen in den Bereichen Numerik partieller Differential- und Integralgleichungen, mathematische Modellierung und wissenschaftliches Rechnen.

## Auszeichnungen
- 1995: Richard-von-Mises Preis der GAMM[2]

## Schriften (Auswahl)
- Lineare Konstruktion und Anwendungen von Begleitmatrizen. Dissertation. Universität Hannover, 1989.
- Nonlinear interface problems in solid mechanics. Finite element and boundary element coupling. Habilitationsschrift, Universität Hannover, 1993.
- als Hrsg. mit Stefan Funken, Wolfgang Hackbusch, Ronald H.W. Hoppe, Peter Monk: Computational electromagnetics. (Proceedings of the GAMM Workshop on Computational Electromagnetics, Kiel 2001). Springer, Berlin 2003, ISBN 978-3-540-44392-6.
- als Hrsg. mit Peter Wriggers: Mixed Finite Element Technologies. Springer, Wien/New York 2009, ISBN 978-3-211-99092-6.